# Андрейканіч Андрій Іванович
Андрі́й Іва́нович Андрейка́ніч (9 серпня 1966, Косів, Івано-Франківська область, УРСР — 13 грудня 2022) — український художник, графік, викладач Косівського інституту прикладного та декоративного мистецтва відділення графічного дизайну.

## З життя та творчості
Народився 9 серпня 1966 року в м. Косів.
Навчався в Косівському технікумі прикладного та декоративного мистецтва ім. В. І. Касіяна, Львівському державному інституті мистецтв. Закінчив аспірнтуру Львівської академії мистецтв, тема дослідження: «Український плакат першої третини ХХ сторіччя».
Автор книг та альбомів:
- Навчальний посібник Андрейканіч А. І. «Курс пластичної анатомії для художників». Видавництво «Букрек», 2010
- Книга Андрейканіч А. І. «Євген Сагайдачний. Малярство та графіка із збірки Косівського музею народного мистецтва та побуту Гуцульщини», 2011 [Архівовано 5 лютого 2021 у Wayback Machine.]
- Дизайн та верстка книги О.Чорний «Олекса Бахматюк. Художня кераміка» [Архівовано 6 травня 2021 у Wayback Machine.], 2011
- Дизайн та верстка книги Олег Слободян «Мистецтво моєї душі. Живопис, витинанки, пісні», 2011 [Архівовано 10 лютого 2021 у Wayback Machine.]
- Книга-альбом Андрейканіч А. І. «Іван Андрейканіч. Скульптура».2014 [Архівовано 22 червня 2021 у Wayback Machine.]
- Андрейканіч А. І. Альбом «Кераміка Ореста та Миколи Чорних»,2015 [Архівовано 15 квітня 2021 у Wayback Machine.]
- Книга Молинь В., Андрейканіч А., Яремин І. «Василь та Микола Девдюки». Косів, Писаний Камінь, 2016 [Архівовано 1 березня 2021 у Wayback Machine.]
- Книга-альбом  Андрейканіч А. І. «Код доступу…Микола Сиринадюк», 2017 [Архівовано 17 січня 2021 у Wayback Machine.]
- Книга-альбом Андрейканіч А. І.  «Марко Мегединюк», 2017 [Архівовано 28 жовтня 2017 у Wayback Machine.]
- Книга-альбом  Андрейканіч А. І. «Кокафонія. Микола Сиринадюк», 2017 [Архівовано 28 жовтня 2020 у Wayback Machine.]
- Книга-альбом Андрейканіч А. І. «Майстри українського кіноплаката першої третини XX сторіччя», 2017
- Книга Андрейканіч А.І «Антологія українського плаката першої третини XX сторіччя». 2017
- Андрейканіч А. І. Альбом «Сергій Гнатчук. Живопис», 2017 [Архівовано 15 квітня 2021 у Wayback Machine.]
- Андрейканіч А..І.Альбом "Микола Солтис. Живопис графіка. 2017
- Презентаційний альбом «135- КІПДМ ЛНАМ», 2017
- Книга-альбом Андрейканіч А., Близнюк М. «Дідизна. Бович Василь», 2017 [Архівовано 5 січня 2020 у Wayback Machine.]
- Дизайн та верстка навчального посібника «Екстренна медична допомога травмованим на догоспітальному етапі». Київ, 2017
- Андрейканіч А. І. Фотоальбом «Косів Гуцульський», 2018
- Андрейканіч А. І. Фотоальбом «Сріблясті водоспади», 2018
- Андрейканіч А. І. Фотоальбом «Терношорська Лада», 2018
- Андрейканіч А. І. Альбом «Камертони душі. Володимир Гуменюк. Живопис», 2018
- Андрейканіч А. І. Альбом «Василь Бойчук. Живопис», 2018
- Альбом «Петро Корпанюк. Художні вироби з дерева», 2018
- Дизайн та верстка книги "Вербовець і Старий Косів у літописі та світлинах. Видавництво «Писаний Камінь», 2019
- Кулікова А., Андрейканіч А.. Альбом «Українська поштова марка 1918—1983», 2019
- Дизайн та верстка книги «В трикутнику долі. Володимир Довгун. Живопис, пісні, вірші.» Видавництво «Апріорі», 2020 [Архівовано 25 лютого 2021 у Wayback Machine.]
- Дизайн та верстка книги «Коні, мої коні» Пісні Петра Хруща. 2020
- Дизайн та верстка книги «Улюблений бузковий», Живопис графіка. 2020 [Архівовано 25 лютого 2021 у Wayback Machine.]
- Дизайн та верстка книги «Дорога з дитинства», Живопис. 2020